# 千葉道三郎
千葉 道三郎（ちば みちさぶろう）は、幕末の剣客。北辰一刀流開祖・千葉周作の三男。諱は光胤。

## 生涯
次兄・栄次郎は周作存命中に別家となり、長兄・奇蘇太郎が亡くなったため、北辰一刀流宗家を継承する。性格は四子のなかで穏やかだったと伝え聞く。写真が残されていないようだが、男振りも良く、二刀も使ったという。
安政2年（1855年）に床机廻り役、その後、父の周作亡き後、大番格に進む。維新後の明治5年（1872年）、明治天皇に侍従として仕える当日に38歳で死去した。墓所は東京都豊島区の本妙寺に現存している。なお、長男の勝太郎は盲目のため道場の継承は行わなかった。
弟子に下江秀太郎、小林誠次郎がいる。